# Will Rock
Will Rock — шутер від першої особи, виданий 9 червня 2003 року у Північній Америці та 13 червня 2003 року в Європі. Гру розроблено компанією  Saber Interactive та видано компанією UbiSoft. Вона отримала змішані відгуки, її оцінки коливалися у межах 90-та балів і спускалися до 20, деякі рецензенти зауважили, що вона має вигляд «бідного родича» гри Serious Sam.
У Will Rock, гравець грає за персонажа Віллфорда Роквелла, студента-археолога, що стикається з групою фанатиків під назвою Армія Реставрації Олімпу, яка спромоглася визволити з ув'язнення олімпійських богів. Прометей, грецький титан вогню та ремісництва, завербовує Вілла, аби вбити Зевса та його підданих.

## Ігровий процес
Гравець виступає в ролі археолога Вілла Рока, що бореться з численними ворогами. Сюжетна кампанія складається з 10-и рівнів, які можуть проходитися одноосібно або в кооперативному режимі. Головною метою більшості локацій є знищити всіх ворогів, або знайти ключ, після чого відкриваються двері в наступну локацію. Ключі являють собою різні предмети (нагрудник, шолом або меч), котрі слід встановити на відповідне місце. Місцями потрібно плавати під водою, що необхідно виконати швидко, поки не вичерпався запас кисню. На рівнях можна знайти золото, за яке купити на вівтарі Прометея посилення, що діє 30 секунд: посилення атак, невразливість, або сповільнення часу.
Набір зброї:
- Лопата (Shovel) — зброя ближнього бою, ефективна проти всіх наземних ворогів.
- Пістолет (Pistol) — найслабша вогнепальна зброя, натомість має невичерпний боєзапас.
- Дробовик (Shotgun) — ефективний проти груп близько розташованих ворогів, вимагає частого перезарядження.
- Кулемет (Machine Gun) — використовується проти великих скупчень ворогів, не вимагає перезарядки, проте має низьку точність.
- Снайперський арбалет (Sniper Crossbow) — дозволяє точно прицілитися для пострілу, сам постріл підпалює ворогів і перешкоджає відновленню ними здоров'я. Вбиває лише з часом. Не діє під водою.
- Кислотна гармата (Acid Gun) — постріли поступово роз'їдають ворогів і перешкоджає відновленню ними здоров'я, після чого ті вибухають. Не діє під водою.
- Метальник вогняних куль (Fireball Thrower) — вирізняється великим радіусом ураження, проте малою скорострільністю. Не діє під водою.
- Рушниця-медуза (Medusa Gun) — миттєво перетворює ворогів на камінь, однак має низьку скорострільність. Не діє під водою.
- Мініган (Minigun) — багатоствольний кулемет, відрізняється від звичайного кулемета вищою точністю, скорострільністю та забійністю, але вимагає перезарядження.
- Граната (Grenade) — ефективна проти груп ворогів, вибухає лише тоді, коли ворог наступить на неї. Може бути підірвана пострілом на відстані. Не діє під водою.
- Атомна гармата (Atomic Gun) — найпотужніша зброя, що довше тримається кнопка пострілу, то далі й по менш параболічній траєкторії летить снаряд. Ефективна проти великих груп ворогів, але має малу скорострільність. Не діє під водою.

У багатокористувацькому режимі пропонується змагання учасників у знищенні одне одних, або в зборі скарбів.

## Сюжет
У давнину олімпійські боги правили світом, але коли римляни завоювали Грецію, вони ув'язнили богів у далекій фортеці, а титана Прометея поставили її охороняти. В наш час таємне товариство Армія Реставрації Олімпу прагне визволити богів. Воно запрошує на розкопки фортеці молодого американського археолога Вілла Рока. З ним прибувають криптограф Річард Гедстронг і його дочка Емма. Не здогадуючись хто їх викликав, дослідники зустрічаються з грецькими колегами. Проте вхід відчиняється лише послідовністю символів, яку американцям вдається розшифрувати за кілька тижнів. Тоді грецькі археологи нападають на них, відчиняють браму, а Емму вирішують подарувати Зевсу аби задобрити його. Під час бійки з фанатиками Вілл розбиває статую Прометея, титан звільняється та наділяє Вілла надлюдською силою, щоб він завадив поверненню олімпійців.
Зайшовши в храм, Вілл стикається зі сторожею — мінотаврами, скелетами й гарпіями. Тут герой знаходить дробовик. Відшукавши ключ, він іде далі, минає пастки та засідки і потрапляє в амфітеатр. Звідти Вілл пробирається в наповнене чудовиськами місто, де лежить кулемет і арбалет, і стоїть арена. На ній Вілл перемагає циклопа та вирушає через скелі до храму Гефеста, зустрічаючи все нових ворогів і знаходячи додаткову зброю. Вілл знищує Гефеста й запускає себе катапультою до брами, що веде каньйон. Звідти він спускається в Тартар, блукає підземеллями та виходить у лісі. На плоту Вілл дістається по річці в руїни, де мешкає Медуза, та вбиває її. По лабіринту з пастками він доходить в амфітеатр, піднімається на вежу, а звідти потрапляє на рівнину з затопленим храмом. Йому вдається пройти пастки з лавою та дістатися до Зевса. Він атакує Вілла блискавками, та герой все ж доходить до громовержця та вбиває його.
Після цього Вілл звільняє Емму, Прометей дякує йому та каже, що буде з ним і надалі. Вілл отямлюється в готелі, підозрюючи, що все це був сон, але швидко розвіює сумніви.

## Сприйняття
| Агрегатор  | Оцінка |
| ---------- | ------ |
| Metacritic | 63/100 |

| Видання                    | Оцінка  |
| -------------------------- | ------- |
| Computer Gaming World      | [ 4 ]   |
| Game Informer              | 7.75/10 |
| GameSpot                   | 6.7/10  |
| IGN                        | 7.2/10  |
| PC Format                  | 74%     |
| PC Gamer (Велика Британія) | 56%     |
| PC Gamer (США)             | 79%     |
| PC Zone                    | 40%     |
| X-Play                     | [ 11 ]  |

Гра отримала «мішані» відгуки за версією вебсайту-агрегатора Metacritic.

## Відсилання
1. ↑  Will Rock Reviews and Articles for PC. GameRankings. Архів оригіналу за 27 вересня 2009. Процитовано 29 вересня 2018.
2. 1 2  Wolpaw, Erik (19 червня 2003). Will Rock Review. GameSpot. Архів оригіналу за 13 жовтня 2014. Процитовано 18 грудня 2014.
3. ↑  Will Rock for PC Reviews. Metacritic. Архів оригіналу за 1 листопада 2015. Процитовано 18 грудня 2014.
4. ↑  Gladstone, Darren (November 2003). Will Rock (PDF). Computer Gaming World (232): 131. Архів оригіналу (PDF) за 3 березня 2016. Процитовано 10 січня 2017.
5. ↑  Brogger, Kristian (August 2003). Will Rock. Game Informer (124): 103. Архів оригіналу за 25 лютого 2005. Процитовано 18 грудня 2014. [Архівовано 2005-02-25 у Wayback Machine.]
6. ↑  Hudak, Chris (26 червня 2003). Will Rock Review. IGN. Процитовано 18 грудня 2014.
7. ↑  Will Rock. PC Format. 2003.
8. ↑  Will Rock. PC Gamer UK. 2003.
9. ↑  Osborn, Chuck (September 2003). Will Rock. PC Gamer: 86. Архів оригіналу за 15 березня 2006. Процитовано 18 грудня 2014. [Архівовано 2006-03-15 у Wayback Machine.]
10. ↑  Hill, Mark (16 липня 2003). PC Review: Will Rock. PC Zone. Архів оригіналу за 24 червня 2007. Процитовано 18 грудня 2014.
11. ↑  Hudak, Chris (3 липня 2003). 'Will Rock' (PC) Review. X-Play. Архів оригіналу за 7 липня 2003. Процитовано 18 грудня 2014.

## Зовнішні ланки
- Will Rock на MobyGames (англ.)